# Гринвейл (Железная дорога Лонг-Айленда)
Гринве́йл (англ. Greenvale) — железнодорожная станция на ветке Ойстер-Бэй железной дороги Лонг-Айленда. Станция расположена на Хелен-стрит, между Глен-Коув-авеню и Глен-Коув-роуд в Рослин-Харбор (штат Нью-Йорк, США).

## История
21 июля 1866 года на железнодорожной ветке Глен-Коув-Бранч была открыта станция Уикс (англ. Week's, с англ. — «недельная»), предназначенная только для перевозки грузов, в основном для доставки молока. Пассажирское сообщение ненадолго появилось на станции в 1875 году, а затем было запущено на постоянной основе в 1880-х годах. Затем станция была переименована в «Гринвейл». Остановочный пункт на станции в то время выглядел как крытый павильон. 17 мая 1891 года он был разрушен локомотивом 4-4-0, который столкнулся с лошадью, чьё копыто застряло в стрелочном аппарате, в результате чего погибла и лошадь, и два члена экипажа. Остановочный павильон затем был заменён. В 2000 году по обе стороны путей были построены новые павильоны на высоких платформах, предназначенных для новых электрифицированных поездов. Павильоны адаптированы для использования людьми с ограниченными возможностями.

## Путевое развитие станции
Станция имеет две боковые высокие платформы, каждая длиной в четыре вагона.
| Платформа A, боковая |                                                                           |
| Путь 1               | ← ветка Ойстер-Бей на Джамейку, Лонг-Айленд-Сити или Пенн-Стейшн (Рослин) |
| Путь 2               | ← ветка Ойстер-Бей на Ойстер-Бей (Глен-Хед) →                             |
| Платформа B, боковая |                                                                           |